# Cariquima
Cariquima es un pueblo altiplánico, a pocos kilómetros al sur de Colchane, en la región de Tarapacá, Chile, en las faldas del Nevado Cariquima o Mama Huanapa. Es punto central de encuentro de comunidades indígenas aymaras. 
El pueblo cuenta con servicios, posta de primeros auxilios, escuela, luz eléctrica las 24 hrs, y aeródromo, este último construido por la Fuerza Aérea de Chile en año 2003. Actualmente viven pocas personas, las cuales son de ascendencia indígena. El colegio de Cariquima cuenta solo con alumnos de educación básica.
 En cuanto a arquitectura, destaca la antigua iglesia, declarada monumento histórico el año 2006.
Cerca del poblado corre el Río Cariquima.

## Toponimia
Según Mamani, la procedencia del topónimo "Cariquima" aún no ha sido determinado, es decir, no provendría del idioma aimara ni quechua, sino que probablemente de idiomas extinguidos tempranamente
Otra versión sostiene que significaría, en quechua o aimara, Refugio de valientes,

## Fiestas religiosas
- El día 24 de noviembre se celebra San Juan, Patrono Mayor del pueblo.

## Religión
Además de la religión católica, introducida en época hispánica y en el proceso de chilenización o des-aymarización durante el siglo XX, en Cariquima también hay cerca de un 50% de practicantes de la religión evangélica pentecostal.

## Poblados cercanos
- Ancovinto
- Ancuaque
- Chijo
- Chulluncane
- Huaytane
- Panavinto
- Quebe
- Villablanca

## Galería de imágenes

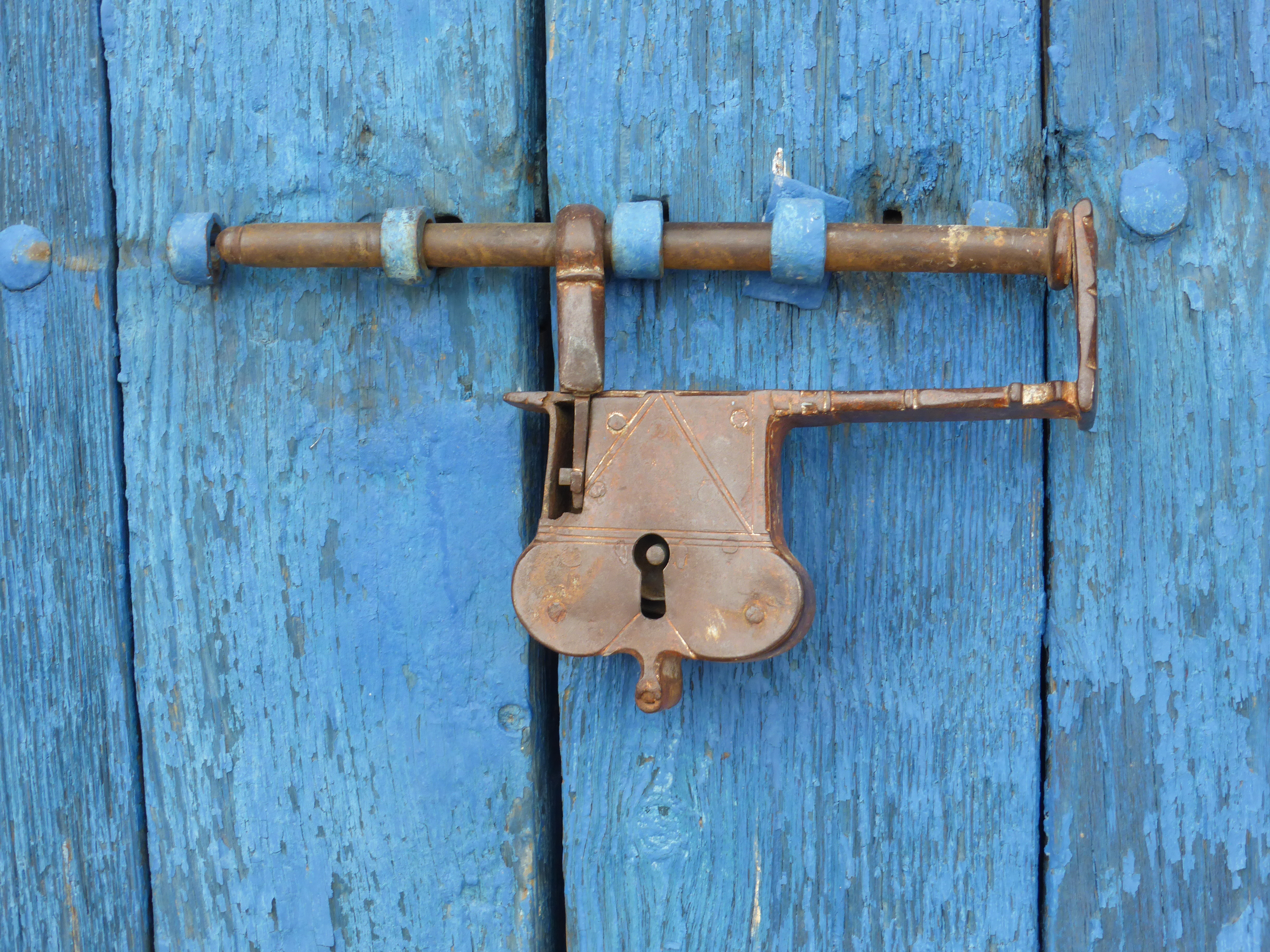
Cerrojo antiguo, en el exterior de la puerta de la iglesia.
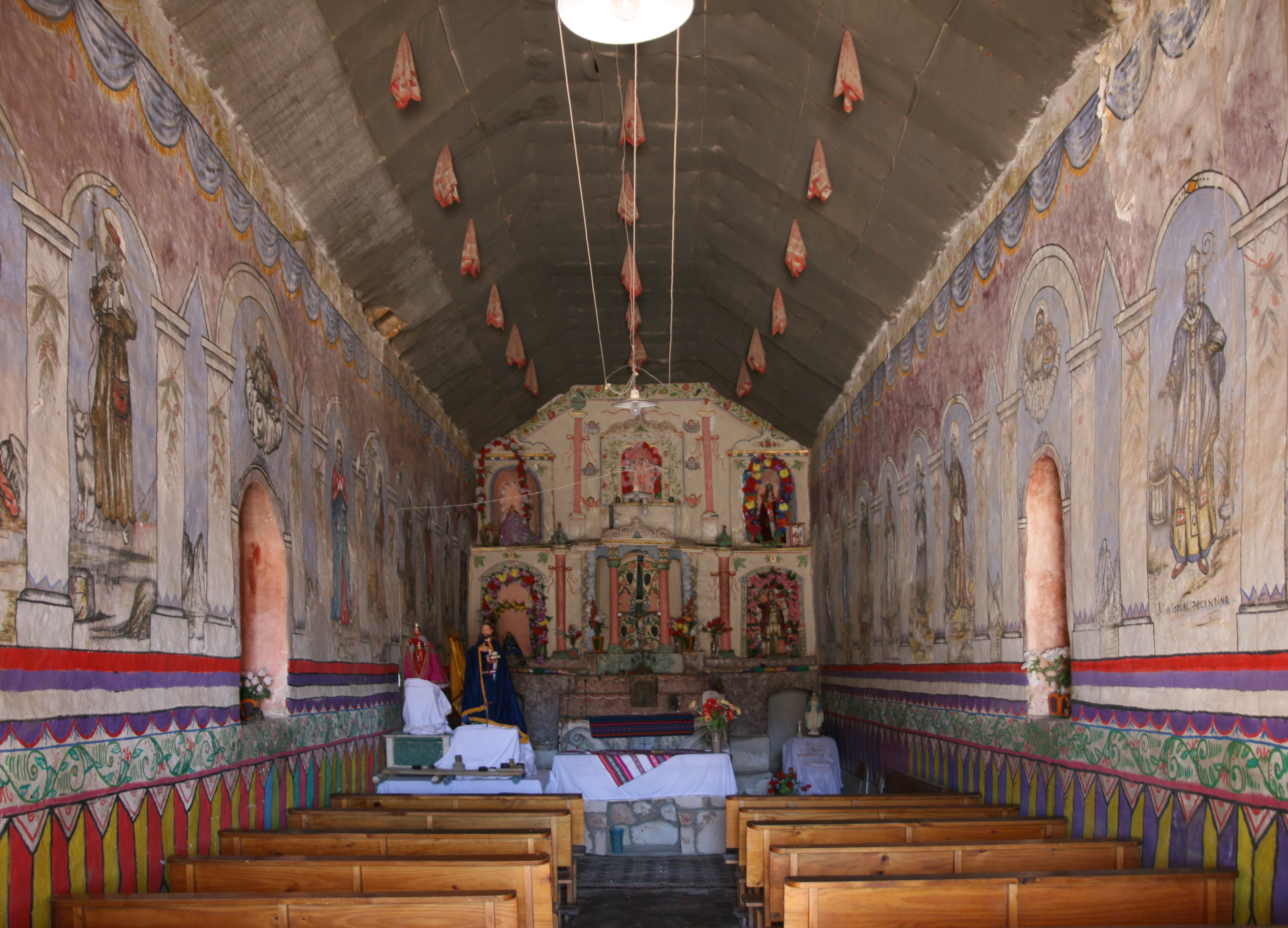
Interior de la iglesia.
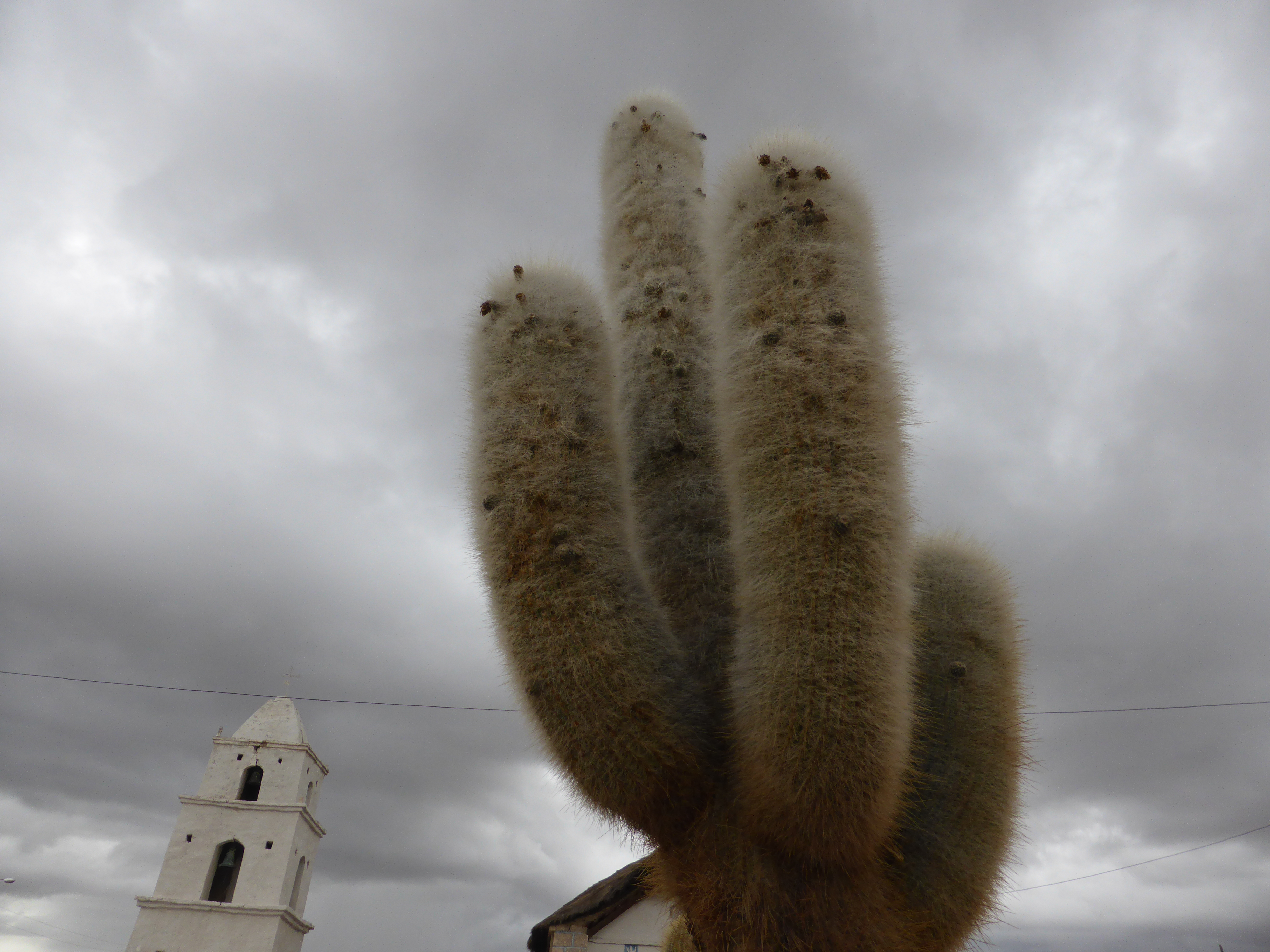
En la plaza de la iglesia de Cariquima se encuentran cardones Echinopsis atacamensis.